# Povl Gerlow
Povl Gerlow (ur. 19 sierpnia 1881 w Vig, zm. 1 czerwca 1959 w Kopenhadze) – duński strzelec, olimpijczyk i medalista mistrzostw świata.
Dwukrotny uczestnik igrzysk olimpijskich (IO 1912, IO 1920). Indywidualnie najwyższe miejsce osiągnął na igrzyskach w Antwerpii, gdzie zajął 8. miejsce w karabinie wojskowym leżąc z 600 m. W 1912 roku był 5. w drużynowym strzelaniu z karabinu małokalibrowego leżąc z 50 m.
Gerlow jest jednokrotnym medalistą mistrzostw świata. Został drużynowym srebrnym medalistą w 1929 roku w karabinie małokalibrowym stojąc z 50 m (skład reprezentacji: Povl Gerlow, Paul Møller, Christen Møller, Anders Peter Nielsen, P. Pedersen).

## Wyniki

### Igrzyska olimpijskie
| Igrzyska       | Konkurencja                                   | Wynik                            | Miejsce | Źródło |
| -------------- | --------------------------------------------- | -------------------------------- | ------- | ------ |
| Sztokholm 1912 | Karabin dowolny, trzy postawy, 300 m          | 772 pkt. (283–256–233)           | 60      | [ 6 ]  |
| Sztokholm 1912 | Karabin małokalibrowy, dowolna postawa, 50 m  | 167 pkt.                         | 38      | [ 7 ]  |
| Sztokholm 1912 | Karabin małokalibrowy, znikająca tarcza, 25 m | 174 pkt.                         | 31      | [ 8 ]  |
| Sztokholm 1912 | Karabin małokalibrowy leżąc, 50 m, drużynowo  | 708 pkt. (druż.) 185 pkt. (ind.) | 5       | [ 2 ]  |
| Sztokholm 1912 | Karabin wojskowy, trzy postawy, 300 m         | 64 pkt. (44–20)                  | 74      | [ 9 ]  |
| Antwerpia 1920 | Karabin wojskowy leżąc, 600 m                 | 57 pkt.                          | 8       | [ 1 ]  |

### Medale mistrzostw świata
Opracowano na podstawie materiałów źródłowych:
| Mistrzostwa    | Konkurencja                                   | Wynik                             | Miejsce |
| -------------- | --------------------------------------------- | --------------------------------- | ------- |
| Sztokholm 1929 | Karabin małokalibrowy stojąc, 50 m, drużynowo | 1807 pkt. (druż.) 355 pkt. (ind.) |         |